# Заливне (Гур'євський міський округ)
Заливне (рос. Заливное) — селище Гур'євського міського округу, Калінінградської області Росії. Входить до складу Храбровського сільського поселення.
Населення — 323 особи (2015 рік).

## Населення
| 2002 | 2010 |
| ---- | ---- |
| 360  | ↘323 |